# HMS M33
HMS M33 — монітор типу M29 Королівського флоту, побудований у 1915 році. 

## Історія служби
Корабель почав активну службу в Середземномор'ї під час Першої світової війни та в військової інтервенції в Росії в 1919 році (діяв на ріці Північна Двіна). Згодом корабель використовували як навчальний мінний закладач, танкер, плавучу майстерню,  судно постановки сітей, та плавучий офіс.  
Колишній монітор було перейменовано на HMS Minerva, а потім на Hulk C23. Власність перейшла до ради округу Гемпшир у 1980-х, а потім корабель передали Національному музею Королівського флоту в 2014 році. Була здійснена програма реставрації, яка дозволила відкрити монітор для публіки. HMS M33 розташований в Портсмуті та відкритий для відвідувачів 7 серпня 2015 року після урочистої церемонії. Це один із трьох вцілілих військових кораблів Королівського флоту періоду Першої світової війни і єдиний вцілілий корабель з Дарданелльської операції. 